# Veľké Uherce
Veľké Uherce jsou obec na Slovensku v okrese Partizánske. Žije v ní přibližně 2 000 obyvatel.

## Historie
První písemná zmínka o obci pochází z roku 1274. V ní byly Veľké Uherce uvedeny jako jedno z prvních tří míst v Rakousko-Uhersku, kde byl postaven pivovar. V roce 1869 zde Michael Thonet založil továrnu na ohýbaný nábytek.
Během slovenského národní povstání bylo v obci velitelství povstaleckých jednotek hájících Baťovany. Pocházel odtud i Albín Grznár, organizátor partyzánského odboje na Horní Nitře.

## Přírodní poměry
Obec se nachází na severozápadním úpatí pohoří Tribeč, v údolí potoka Drahožice, levostranného přítoku Nitry. Potok napájí i Veľkouhereckou přehradu v horní části obce, z které je napájené užitkovou vodou i město Partizánske. Značná část katastrálního území patří do chráněné krajinné oblasti Ponitří. V katastrálním území obce leží přírodní rezervace Dobrotínské skály.

## Sport
V areálu AMK (bývalý Svazarm) se pořádají mistrovství v motokrosu a autokrosu.

## Pamětihodnosti
- V obci se nachází původně renesanční zámeček ze začátku 17. století, který byl v 18. století barokně přestavěn a na konci 19. století zcela přestavěn v romantizujícím novogotickém slohu. Zámeček je obklopen anglickým parkem a je opět v majetku potomků rodiny Thonetů.
- V obci stojí gotický římskokatolický kostel svatého Michala Archanděla z 11. století.